# La Hauteville
La Hauteville település Franciaországban, Yvelines megyében. Lakosainak száma 165 fő (2022. január 1.). La Hauteville Adainville, La Boissière-École, Grandchamp és Le Tartre-Gaudran községekkel határos.

## Népesség
A település népességének változása:
| Lakosok száma | 177  | 178  | 187  | 174  | 170  | 166  | 164  | 163  | 165  |
|               | 2013 | 2015 | 2016 | 2017 | 2018 | 2019 | 2020 | 2021 | 2022 |